# Copa del Generalísimo de hockey sobre patines 1951
La Copa del Generalísimo de hockey sobre patines de 1951 fue la octava edición de la Copa del Generalísimo de este deporte. La sede única fue Barcelona. Se disputó el 12 y el 13 de mayo de 1951 y el campeón fue el RCD Español, que logró su quinto título. 

Participaron 4 clubs que jugaron semifinales, final y partido por el tercer puesto.

## Equipos participantes
Los 4 equipos participantes fueron:
- Cataluña: Barcelona, RCD Español, GEiEG y Reus Deportiu.

## Semifinales
| Fecha      | Ganador       | Perdedor  | Resultado |
| ---------- | ------------- | --------- | --------- |
| 12 de mayo | Reus Deportiu | GEiEG     | 4-1       |
| 12 de mayo | RCD Español   | Barcelona | 2-0       |

- Partido por el tercer puesto (13 de mayo): Barcelona-GEiEG 9-2

## Final
| Fecha      | Campeón     | Subcampeón    | Resultado            |
| ---------- | ----------- | ------------- | -------------------- |
| 13 de mayo | RCD Español | Reus Deportiu | 9-4 (prórroga) (3-3) |

Campeón: RCD Español (5º título)